# Waidjoaga-Peulh
Ne doit pas être confondu avec Waidjoaga.
Waidjoaga-Peulh est une commune située dans le département de Soudougui de la province de Koulpélogo dans la région du Centre-Est au Burkina Faso.